# Panique au ministère
 (octobre 2013).
Si vous disposez d'ouvrages ou d'articles de référence ou si vous connaissez des sites web de qualité traitant du thème abordé ici, merci de compléter l'article en donnant les références utiles à sa vérifiabilité et en les liant à la section « Notes et références ».
Panique au ministère est un vaudeville de Jean Franco et Guillaume Mélanie, mis en scène par Raymond Acquaviva et représenté pour la première fois le 4 mars 2009 au théâtre de la Porte-Saint-Martin. 
La pièce est reprise du 4 septembre 2009 au 3 janvier 2010 au théâtre de la Renaissance, avec Marie Parouty dans le rôle créé par Natacha Amal, puis du 20 janvier 2010 au 20 février 2010 au théâtre des Nouveautés.
Elle est diffusée pour la première fois  à la télévision en première partie de soirée et en direct début 2010 puis rediffusée les 8 février 2011 et 1er février 2013 sur France 4.
Après le triomphe de cette pièce de boulevard, une suite est proposée et réalisée sur scène à Paris avec la pièce de théâtre La Candidate.
La pièce a été reprise en 2020 au Théâtre Tête d'Or à Lyon, dans une mise en scène de Guillaume Mélanie.

## Argument
Gabrielle est la chef de cabinet du ministre de l'Éducation nationale. Entre Louis, son ministre complètement largué, Cécile, son énergique mère croqueuse d'hommes, et Sara sa fille en quête d'indépendance, elle n'est pas beaucoup aidée… L'arrivée d'Éric, jeune homme de ménage de 20 ans son cadet, ne va en rien régler ses problèmes et va même faire voler en éclats ses habitudes d'éternelle célibataire !

## Personnages

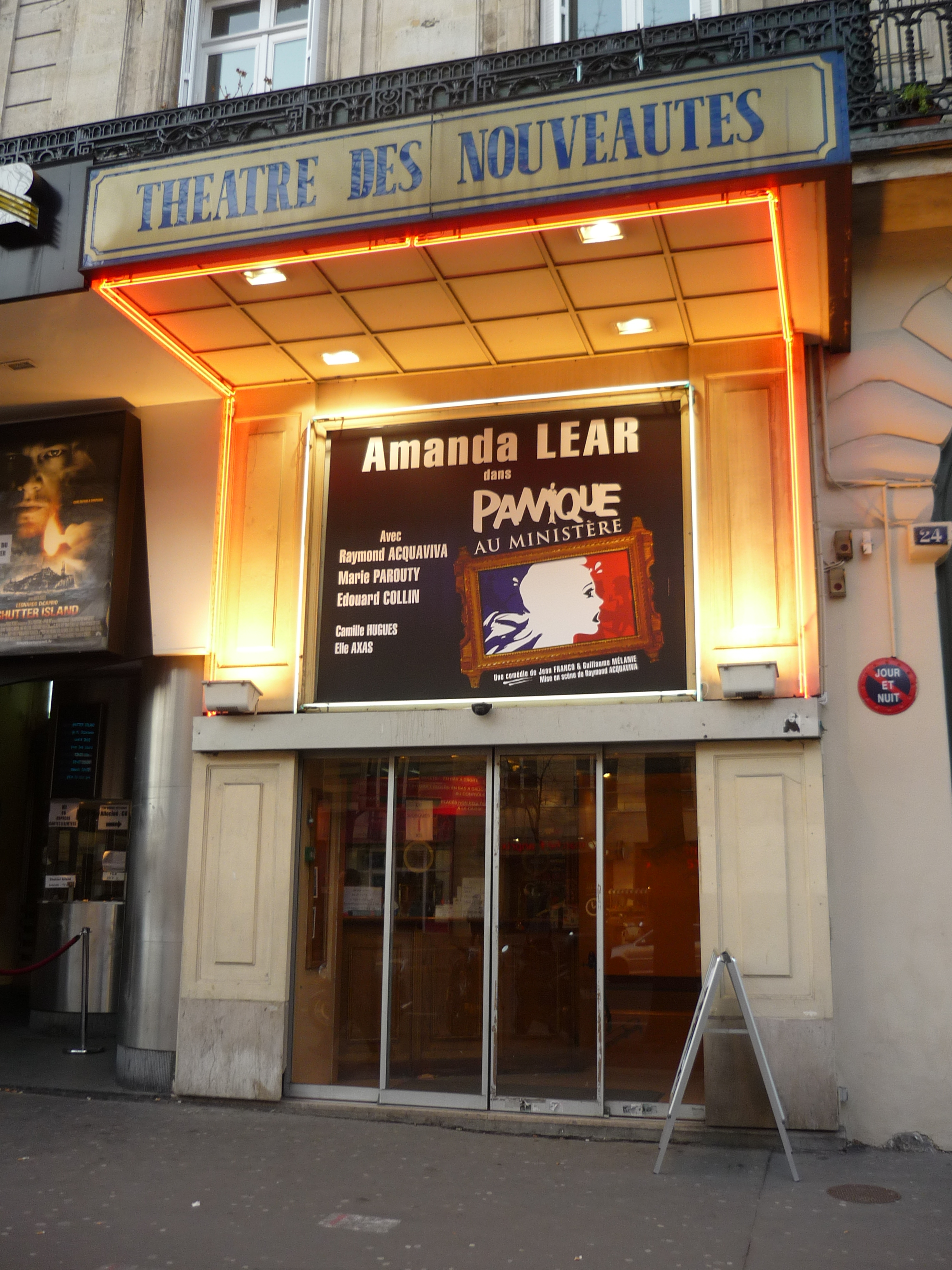
Panique au ministère au théâtre des Nouveautés en 2010

- Gabrielle Bellecour : chef de cabinet du ministre de l'éducation nationale, 45 ans, élégante femme de tête
- Cécile Bourquigny : la mère de Gabrielle, 65 ans, complètement déjantée
- Éric Garcia : l'homme à tout faire du ministère, 25 ans, gueule d'ange et viril
- Louis Tesson : ministre de l'éducation nationale, 50 ans, lunaire et hors des réalités en dépit (ou à cause ?) de sa fonction
- Sara Bellecour : la fille de Gabrielle, 20 ans, jolie, pétillante, étonnamment mûre parfois, mais enfant gâtée le reste du temps
- Michelle Tesson : la future ex-femme de Louis, 50 ans, ennemie jurée de Gabrielle

## Distribution
- Gabrielle Bellecour : Natacha Amal puis, Marie Parouty
- Cécile Bouquigny : Amanda Lear
- Louis Tesson : Raymond Acquaviva
- Eric Garcia : Édouard Collin
- Sara Bellecour : Camille Hugues
- Michelle Tesson : Élie Axas

## Fiche technique
- Auteurs : Jean Franco et Guillaume Mélanie
- Mise en scène : Raymond Acquaviva
- Décors : Charlie Mangel
- Conception et lumières : Régis Vigneron
- Styliste : Gilles Neveu
- Musique originale : Fred Blondin et Yves Prevel

## Reprise de 2020
- Gabrielle Bellecour : Rebecca Hampton
- Cécile Bouquigny : Julie Arnold
- Louis Tesson : Philippe Chevallier
- Eric Garcia : Nathan Martin, puis Nathan Noyrey
- Sara Bellecour : Ninon Decha (Ninon Decha est la fille de Christophe Dechavanne)
- Michelle Tesson : Muriel Michaux
- Le jardinier : Nathan Noyrey